# Roches BE
| BE ist das Kürzel für den Kanton Bern in der Schweiz. Es wird verwendet, um Verwechslungen mit anderen Einträgen des Namens Roches zu vermeiden. |

Roches ist eine politische Gemeinde im Verwaltungskreis Berner Jura des Kantons Bern in der Schweiz.

## Geographie
Roches liegt auf 491 m ü. M., 3 km nordnordöstlich des Orts Moutier (Luftlinie). Das Dorf erstreckt sich in einer Talweitung der Birs unterhalb der Gorges de Moutier, im Durchbruchstal durch die Antiklinale der Mont-Raimeux-Kette des Juras.
Die Fläche der 9,0 km² grossen Gemeinde umfasst das stark reliefierte Gebiet des Durchbruchs der Birs durch eine Antiklinale des Kettenjuras. Die harten Kalksteinschichten bilden heute markante Felsgrate, während die dazwischenliegenden weicheren Tone und Mergel stärker erodiert und dadurch Talweiten geschaffen wurden. Im Osten reicht das Gemeindegebiet auf die Höhe des Mont Raimeux, auf dem mit 1280 m ü. M. der höchste Punkt von Roches erreicht wird. Nach Westen erstreckt sich das Gebiet auf die Hochfläche der Montagne de Moutier (1140 m ü. M.) sowie auf den Trondai (972 m ü. M.) und die Kette des Le Mont (1129 m ü. M.). Die südliche Abgrenzung verläuft auf dem Felsgrat Arête du Raimeux und der Belle Face; die Nordgrenze liegt auf den Felszacken der Roche Saint-Jean und der Côte des Porcs. Von der Gemeindefläche entfielen 1997 4 % auf Siedlungen, 71 % auf Wald und Gehölze, 24 % auf Landwirtschaft, und etwas weniger als 1 % war unproduktives Land.
Zu Roches gehören der Weiler Hautes-Roches (733 m ü. M.) auf einem Geländevorsprung am Osthang der Montagne de Moutier hoch über dem Talboden der Birs sowie mehrere Einzelhöfe. Nachbargemeinden von Roches sind Moutier, Belprahon und Grandval im Kanton Bern sowie Courrendlin und Châtillon im Kanton Jura.

## Bevölkerung
Mit 196 Einwohnern (Stand 31. Dezember 2023) gehört Roches zu den kleinen Gemeinden des Berner Juras. Von den Bewohnern sind 81,8 % französischsprachig, 15,1 % deutschsprachig und 1,3 % italienischsprachig (Stand 2000). Die Bevölkerungszahl von Roches belief sich 1850 auf 277 Einwohner, 1900 auf 280 Einwohner. Nach einem Höchststand um 1970 mit 323 Einwohnern wurde seither ein markanter Rückgang verzeichnet.

## Politik
Bei den Nationalratswahlen 2023 betrugen die Wähleranteile in Roches (in Klammern die Veränderung im Vergleich zu den Wahlen 2019 in Prozentpunkten): SVP 67,07 % (+8,48), EDU 6,25 % (−2,56), EVP 5,87 % (+1,82), FDP 4,50 % (+3,50), Grüne 3,89 % (−2,08), SP 3,73 % (−0,88), Mitte 2,59 % (−7,71), glp 2,44 % (−0,76), SD 0,00 % (±0,00).

## Wirtschaft
Roches war lange Zeit ein landwirtschaftlich geprägtes Dorf, hat sich aber in den letzten Jahrzehnten auch zur Wohngemeinde entwickelt. Seit dem Ende des 18. Jahrhunderts gab es eine Mühle an der Birs. Heute befinden sich in Roches einige kleinere Unternehmen. Viele Erwerbstätige sind aber Wegpendler und arbeiten entweder in Moutier oder in der Region Delémont.

## Verkehr
Die Gemeinde ist verkehrsmässig gut erschlossen. Sie liegt an der rege befahrenen Hauptstrasse von Delémont nach Moutier. Mit dem 3 km langen Mont-Raimeux-Tunnel der Autobahn A16, der die Schluchten von Moutier umfährt, ist der Durchgangsverkehr etwas zurückgegangen. Die A16 verbindet seit Frühjahr 2017 das schweizerische Nationalstrassennetz mit dem französischen Autobahnnetz. Am 16. Dezember 1876 wurde die Jurabahn von Delémont nach Moutier mit einem Bahnhof in Roches eingeweiht. Heute halten dort allerdings keine Züge mehr, die Gemeinde ist durch die Buslinie Delémont–Moutier an das Netz des öffentlichen Verkehrs angeschlossen.

## Geschichte
Das Dorf unterstand bis zum Ende des 18. Jahrhunderts der Propstei Moutier-Grandval. Von 1797 bis 1815 gehörte Roches zu Frankreich und war anfangs Teil des Département Mont-Terrible, das 1800 mit dem Département Haut-Rhin verbunden wurde. Durch den Entscheid des Wiener Kongresses kam der Ort 1815 an den Kanton Bern zum Bezirk Moutier.

## Sehenswürdigkeiten
- Im Ortskern sind einige klassizistische Gebäude und Holzspeicher aus dem 18. Jahrhundert erhalten. Im Weiler Hautes-Roches bilden die charakteristischen Bauernhäuser aus dem 19. Jahrhundert eine Einheit.
- Der archäologische Lehrpfad bei La Charbonnière (Combe Chopin) führt nahe dem Ort durch die vorindustrielle Geschichte des Jura.

## Bilder

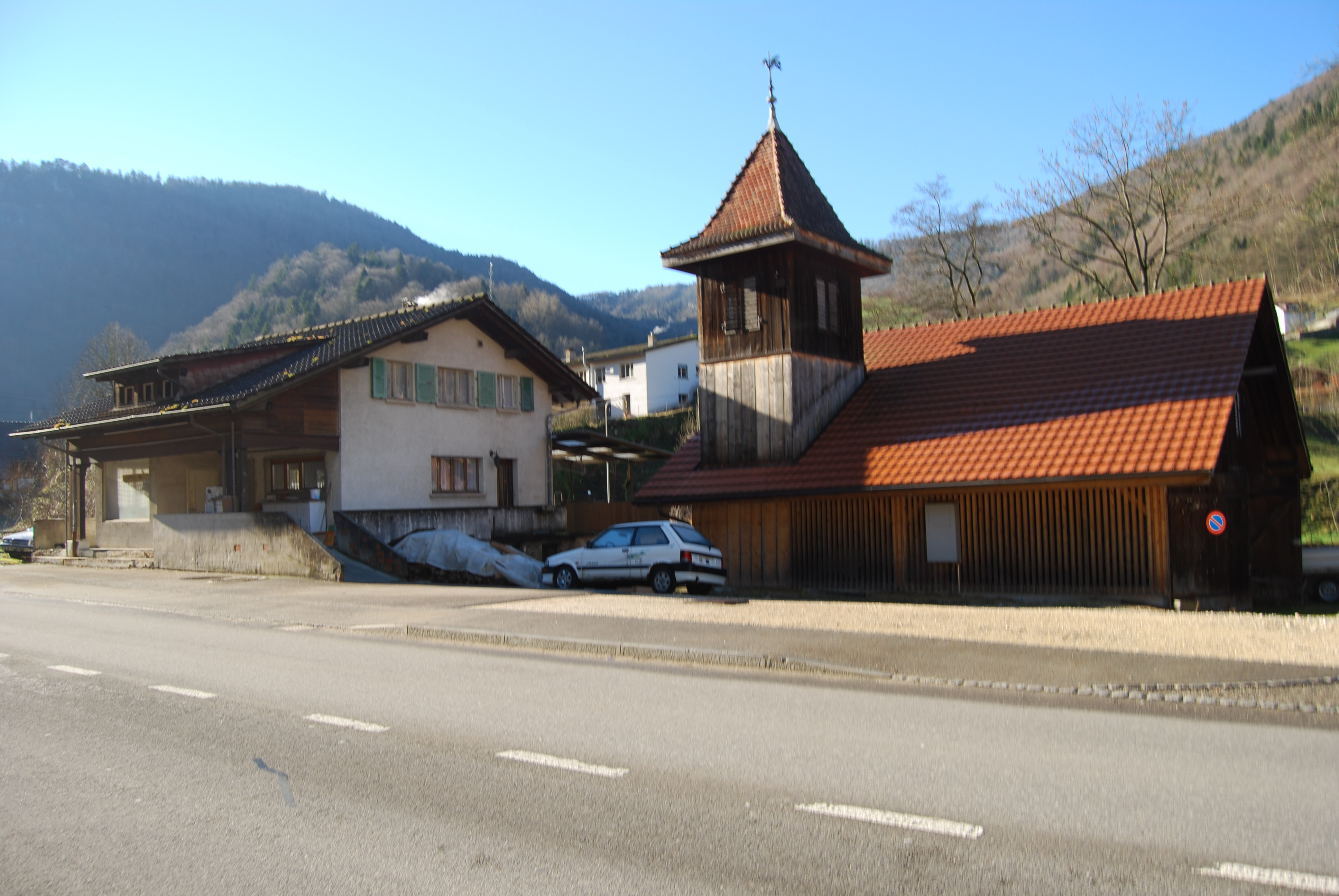
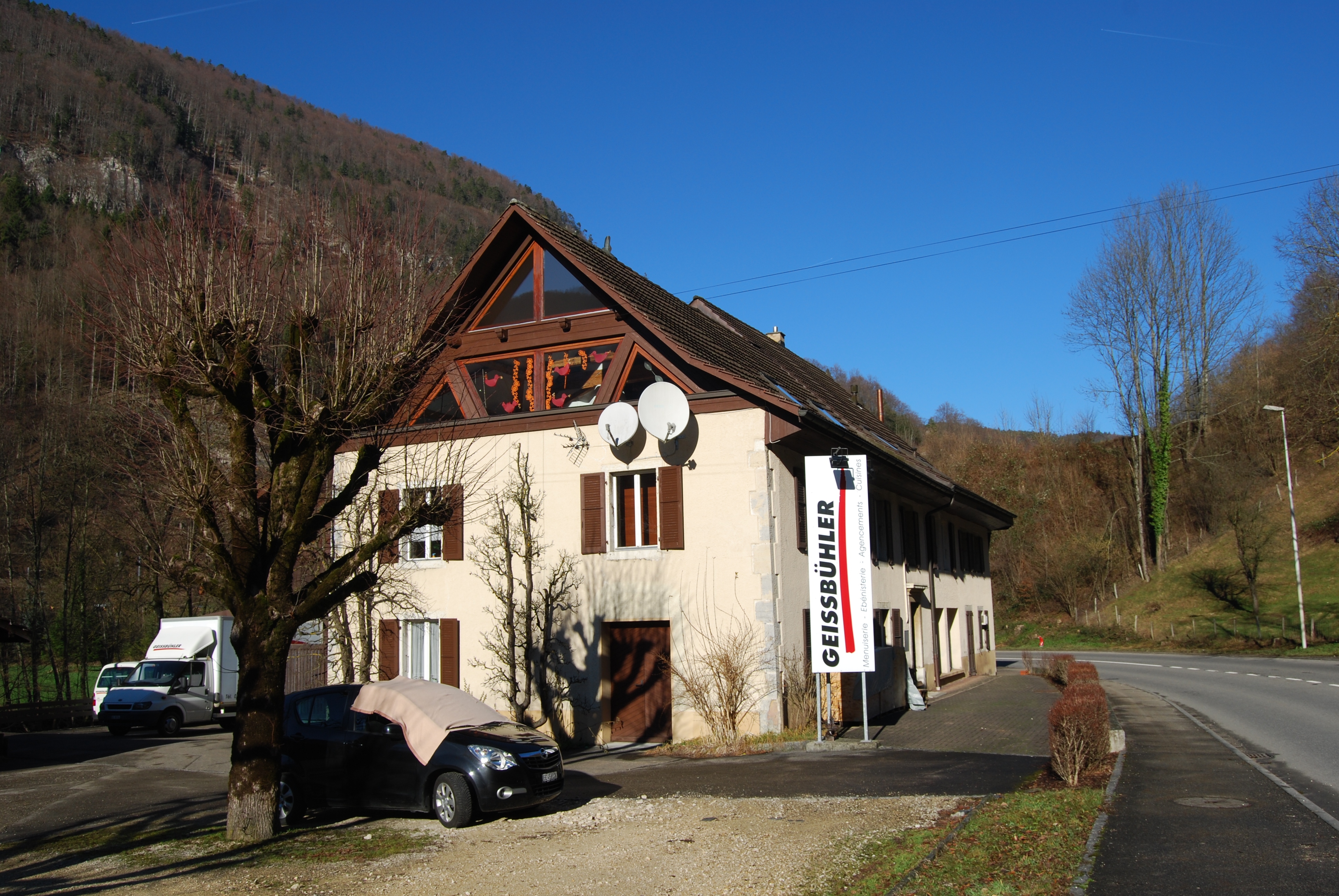
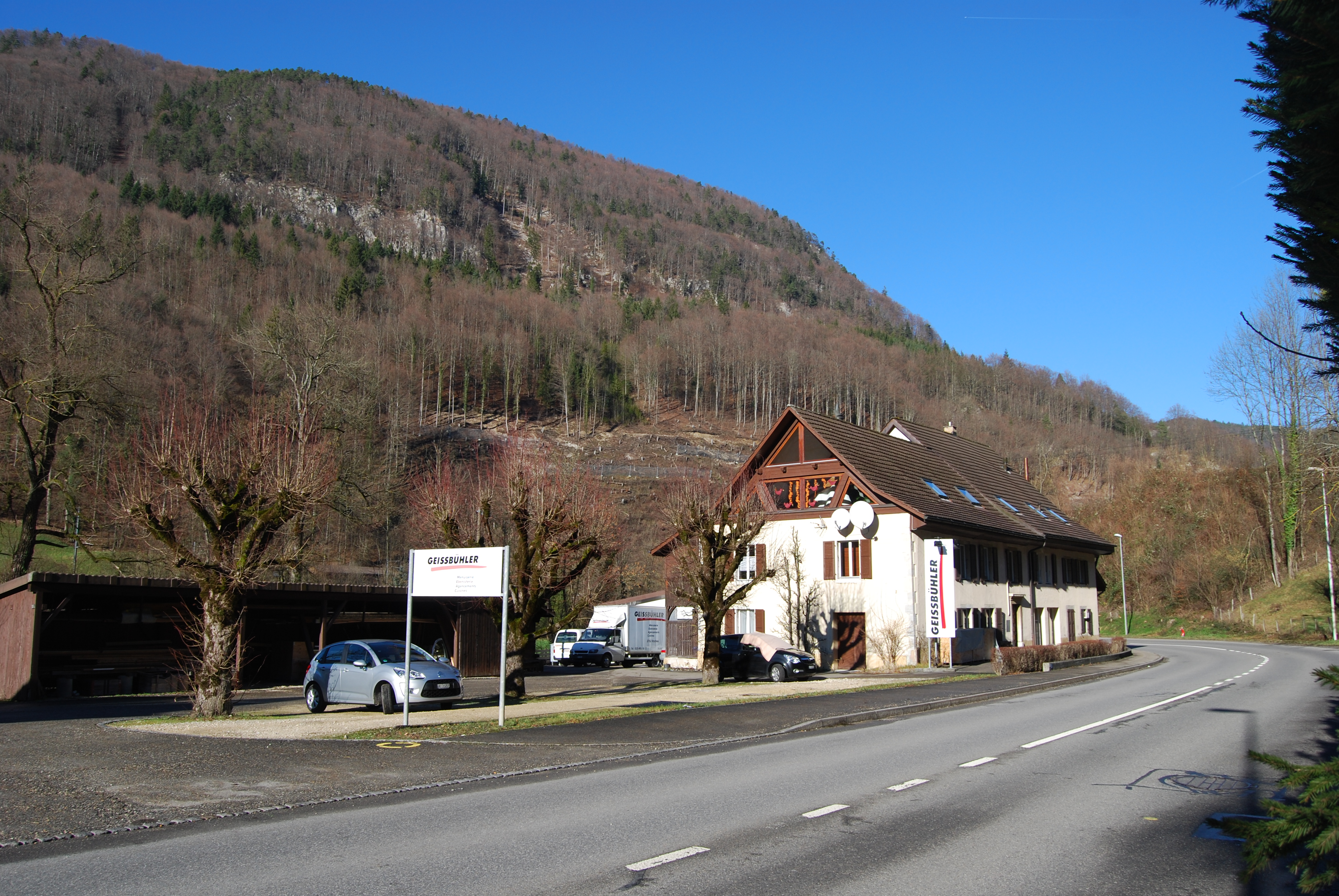